# Syzygium aggregatum
Syzygium aggregatum är en myrtenväxtart som beskrevs av J.W.Dawson. Syzygium aggregatum ingår i släktet Syzygium och familjen myrtenväxter.
Artens utbredningsområde är Nya Kaledonien. Inga underarter finns listade i Catalogue of Life.